# Wilkes County, Georgia
Wilkes County är ett administrativt område i delstaten Georgia, USA. År 2010 hade countyt 10 593 invånare. Den administrativa huvudorten (county seat) är Washington. 

## Geografi
Enligt United States Census Bureau har countyt en total area på 1 228 km². 1 225 km² av den arean är land och 3 km² är vatten.

### Angränsande countyn
- Elbert County - nord
- Lincoln County - öst
- McDuffie County - sydost
- Warren County - syd
- Taliaferro County - sydväst
- Oglethorpe County - väst